# لغة كيريوي
كيريوي، أو كيربي، هي إحدى لغات البانتو في تنزانيا، ويتم التحدث بها في جزيرة أوكيريوي في بحيرة فيكتوريا، أكبر جزيرة داخلية في إفريقيا.
يحظر علم الأصوات في كيريوي تسلسل حروف العلة : إذا ظهر تسلسل متحرك في التمثيل الأساسي لعبارة ما، فإن التسلسل يصبح إما حرف متحرك طويل أو انزلاق متبوع بحرف متحرك طويل في تمثيل السطح.